# Forteresse de Camporgiano
La forteresse de Camporgiano (en italien : Rocca  di Camporgiano), également connue sous le nom de Rocca estense, est une fortification médiévale de la Garfagnana, située dans la commune de Camporgiano (province de Lucques en Toscane)
,.

## Historique
La forteresse a été construite par la famille Este pour défendre la voie de communication de la haute vallée du Serchio, en synergie avec la forteresse de Verrucole voisine.
La fortification a un plan quadrangulaire irrégulier et la muraille défensive de la ville se compose de deux tours. À l’intérieur de la forteresse se trouve encore la base du clocher de l’ancienne église romane de San Sisto. 
La forteresse a été lourdement endommagée lors du tremblement de terre de la Garfagnana et de la Lunigiana en 1920 (it).
À l’intérieur se trouve une collection de céramiques datant de la Renaissance.

## Galerie

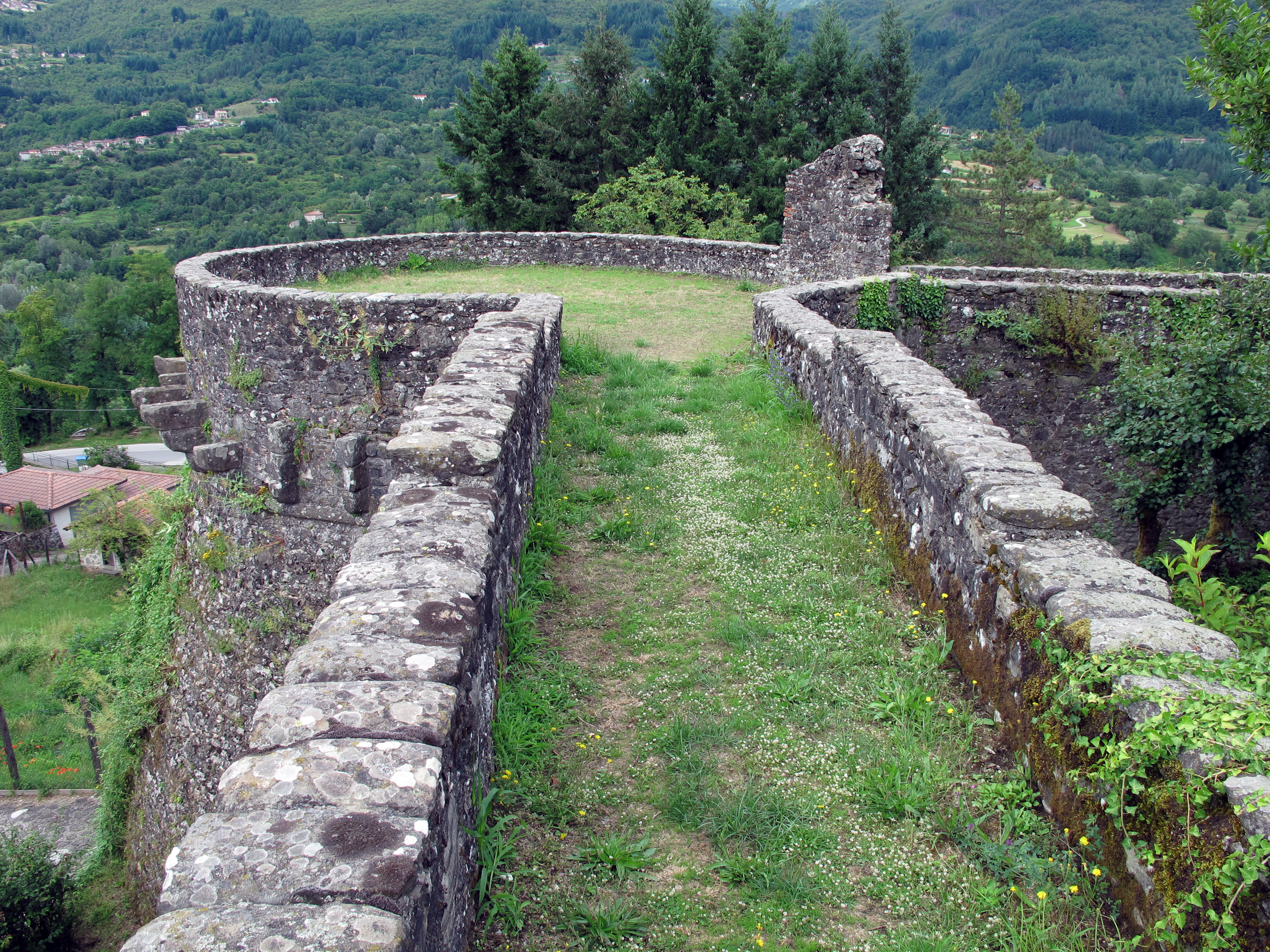
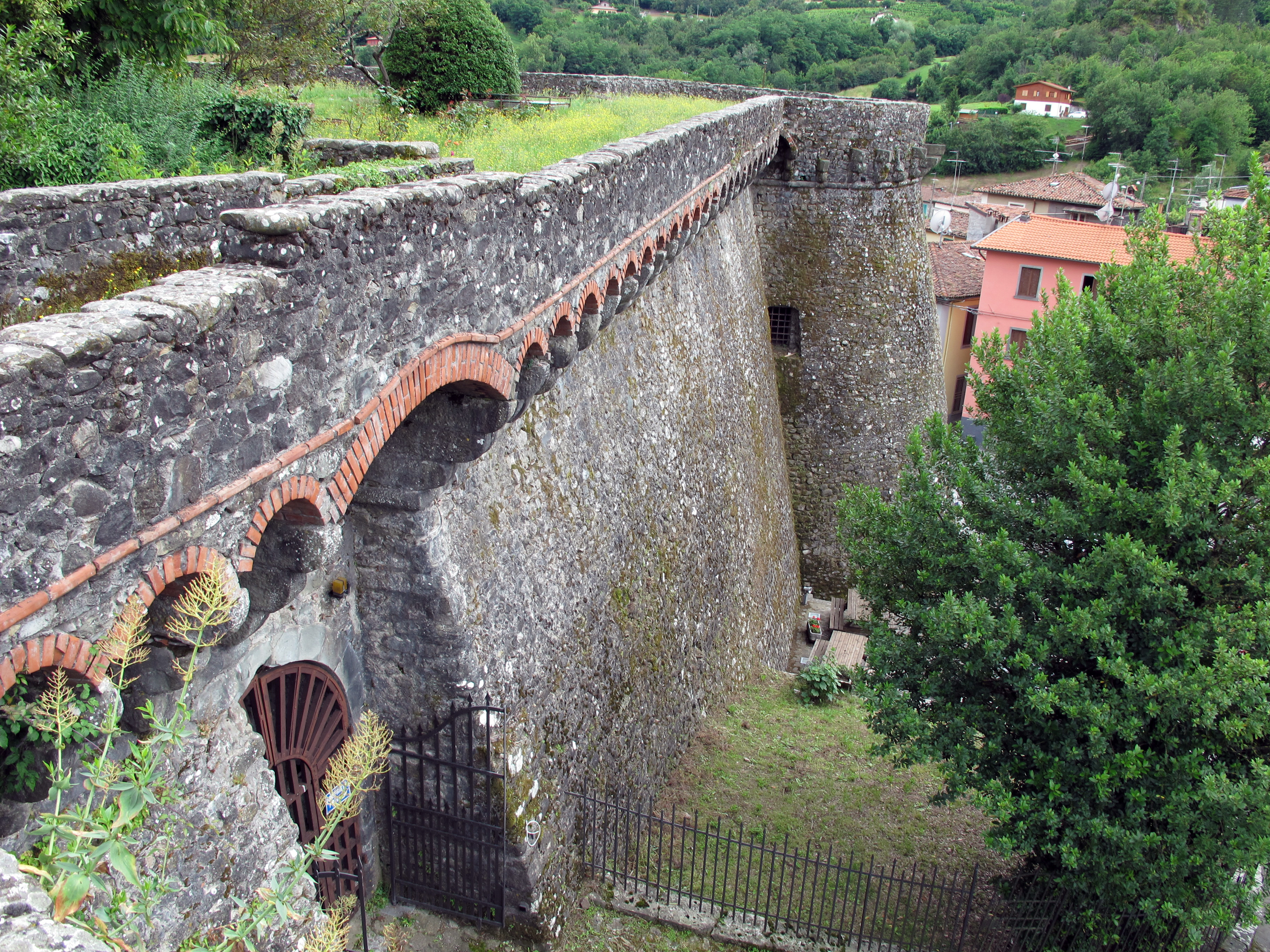
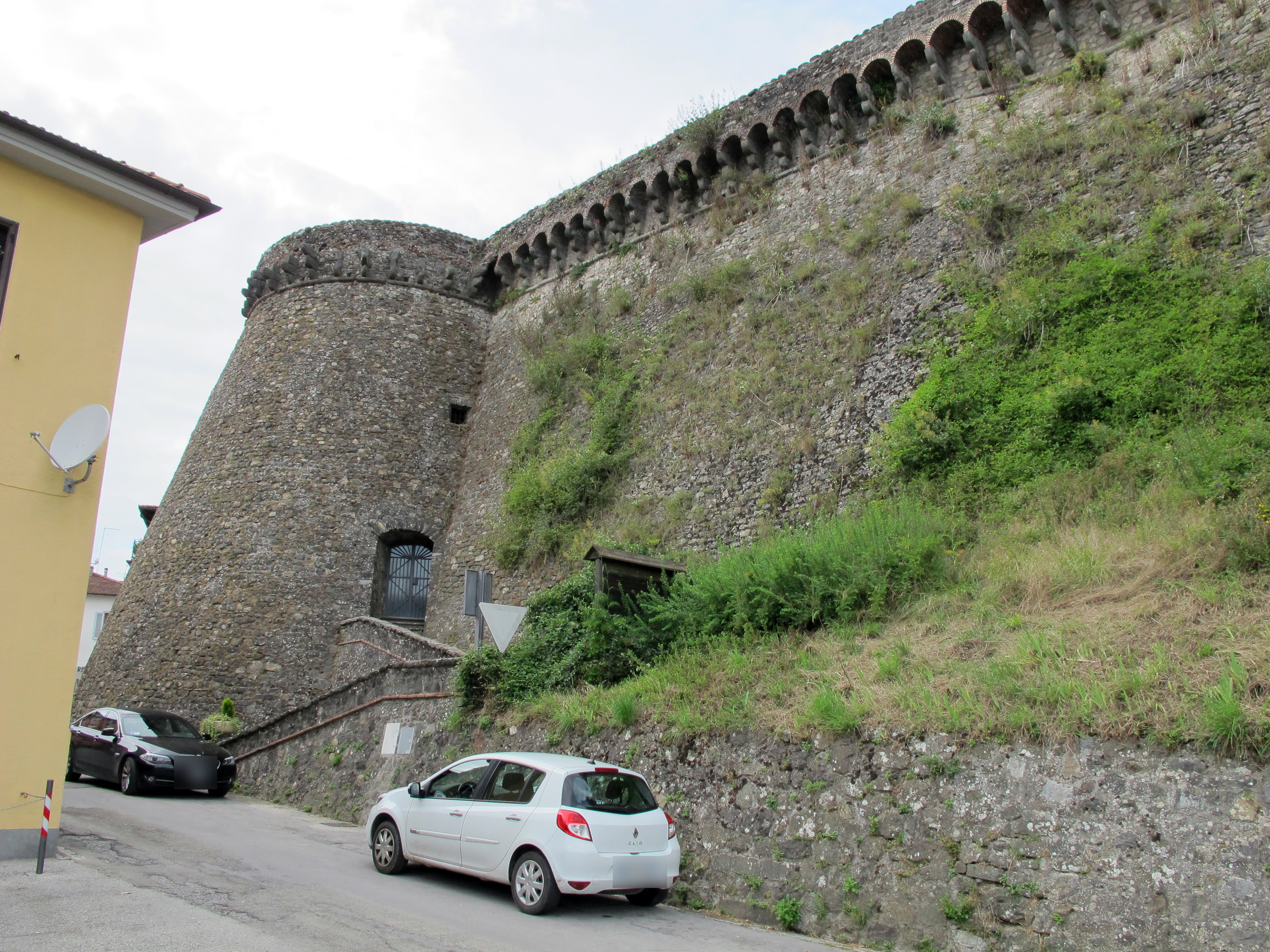
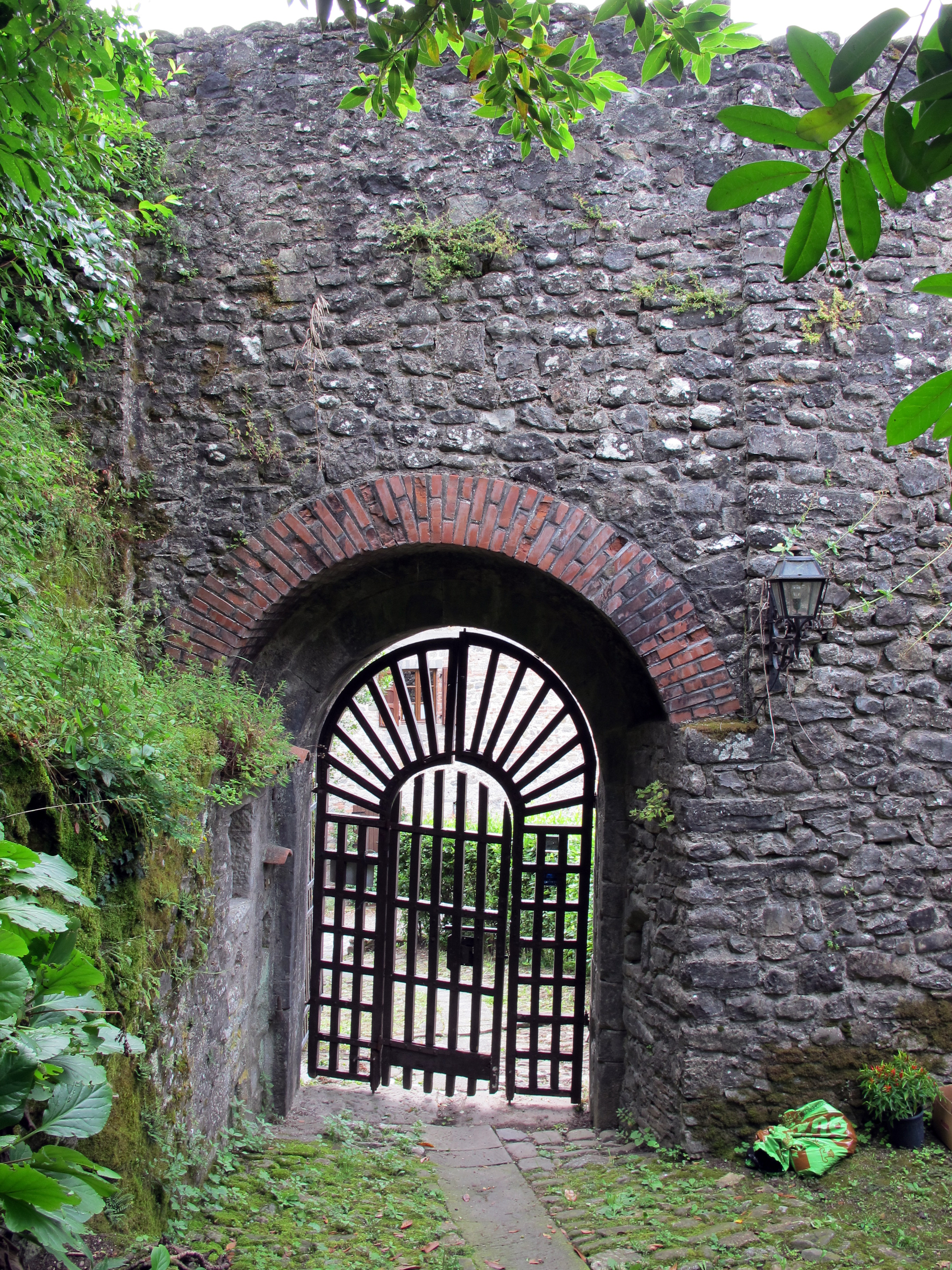